# ویلیام پتی
ویلیام پتی (انگلیسی: William Petty؛ ۲۶ مه ۱۶۲۳ – ۱۶ دسامبر ۱۶۸۷) اقتصاددان، ریاضی‌دان، فیلسوف، آماردان، جامعه‌شناس، و نویسنده اهل بریتانیا بود.
وی ابتدا به تحصیل پزشکی پرداخت سپس به علوم سیاسی رفت و سرانجام مدرک دکترای فیزیک گرفت و تئوری‌های اقتصادی آماری ارائه کرد و به سبب نظریات اقتصادی‌اش به شهرت رسید.
وی متولد رامسی بود، برای تحصیل به آمستردام و بعداً به پاریس رفت. در پاریس با کارهای توماس هابز آشنا شد و از او تأثیر بسیار زیادی پذیرفت. جمع‌آوری داده و مشاهده و تجربه وقایع در دنیای حقیقی در کانون کارهای او قرار داشت.
در سال ۱۶۴۶ به انگلستان بازگشت. تحصیلات خود را در دانشگاه آکسفورد ادامه داد و به عنوان استاد آناتومی آغاز به کار کرد. در آن زمان تنها ۲۷ سال داشت. زمانی که موفق شد جان یک زن را نجات بدهد به شهرت بسیاری رسید و به عنوان پزشک عمومی به ایرلند دعوت شد. در سفرش به ایرلند بود که بیشتر با اقتصاد آشنا شد و به مطالعات اقتصادی پرداخت. همه‌چیز برای او به شکل معمایی بود که باید حل می‌کرد.
او نظریه پولی پیچیده‌ای داشت که تنها خودش می توانست از آن بهره بگیرد. اما با همین نظریه ها موفق شد نظام پولی و بانکیِ انگلستان را نقد کند. اندازه‌گیری تولید ناخالص داخلی از مهم‌ترین دستاوردهای اوست. البته او ابتکارات دیگری هم داشت: چرا عرضه پول و بانک اهمیت دارند؟ تاثیر بیکاری مستمر بر اقتصاد چگونه است؟ او در واقع با پاسخ به این پرسش‌ها بستر علم اقتصاد مدرن را فراهم کرد.